# Neide Dias
Neide Dias (ur. 11 sierpnia 1987) – angolska lekkoatletka specjalizująca się w biegach średniodystansowych.
Uczestniczka mistrzostw świata w Doha w 2019 roku. Reprezentowała Angolę podczas igrzysk afrykańskich (2015, 2019), mistrzostw ibero-amerykańskich (2004, 2010) oraz podczas Igrzysk Luzofonii (2009).
Od sierpnia 2023 roku reprezentuje Portugalię.

## Rezultaty
| Rok  | Impreza                        | Miejsce      | Konkurencja    | Pozycja    | Wynik   |
| ---- | ------------------------------ | ------------ | -------------- | ---------- | ------- |
| 2004 | Mistrzostwa ibero-amerykańskie | Huelva       | bieg na 400 m  | 8. miejsce | 1:02,82 |
| 2009 | Igrzyska Luzofonii             | Lizbona      | bieg na 800 m  | 6. miejsce | 2:11,86 |
| 2010 | Mistrzostwa ibero-amerykańskie | San Fernando | bieg na 800 m  | eliminacje | 2:13,63 |
| 2015 | Igrzyska afrykańskie           | Brazzaville  | bieg na 800 m  | eliminacje | 2:09,14 |
| 2015 | Igrzyska afrykańskie           | Brazzaville  | bieg na 1500 m | 9. miejsce | 4:27,30 |
| 2019 | Igrzyska afrykańskie           | Rabat        | bieg na 1500 m | eliminacje | 4:24,99 |
| 2019 | Mistrzostwa świata             | Doha         | bieg na 1500 m | eliminacje | 4:28,27 |

## Rekordy życiowe
- bieg na 800 metrów – 2:07,01 (21 czerwca 2014, Bilbao)
- bieg na 1500 metrów – 4:17,35 (29 czerwca 2019, Braga)